# Hopper Robo
Hopper Robo (ホッパーロボ?, Hoppā Robo) è un videogioco action/platform per arcade sviluppato da Orca Corporation e pubblicato da Sega nel 1983, solo in Giappone.
In esso vengono vestiti i panni di un robot che deve far cadere tutte le scatole nel portello ed evitare altri suoi simili che lanciano oggetti, emanano onde sonore e persino saltano giù, colpendolo.

## Modalità di gioco
Hopper Robo consta di otto livelli a schermata fissa, dopo i quali la sessione si ripete all'infinito, ma ad una difficoltà più elevata. Il giocatore deve usare il joystick per controllare l'omonimo robot protagonista e un singolo pulsante per farlo saltare. Il suo obiettivo è raccogliere le scatole numerate (preferibilmente in ordine da 1 a 8 per ottenere punti extra) e lanciarle sul nastro trasportatore in fondo allo schermo (questo avviene automaticamente quando si tocca una scatola). Ci sono diversi tipi di robot nemici a guardia delle scatole; si muovono tutti secondo schemi preimpostati e bisogna imparare i loro movimenti per superarli. Se uno di loro tocca Hopper Robo, morirà e perderà una vita (esaurite le quali la partita termina). Egli deve anche evitare altri ostacoli come martelli volanti e molle. Per aiutare Hopper Robo, ci sono trampolini per raggiungere i livelli più alti e tubi per scivolare giù. Se dovesse esaurire l'energia (inizierà a lampeggiare) gli costerà una vita. Ogni volta che un livello viene completato, l'energia rimanente verrà assegnata al giocatore come punti bonus.

## Accoglienza
In Giappone, la rivista Game Machine elencò Hopper Robo nel numero del 15 novembre 1983 come la settima unità arcade di maggior successo del mese.